# Gilles de Turenne
Gilles de Turenne est un réalisateur français mort le 15 septembre 1997 à Texarkana (Texas).

## Biographie
Gilles de Turenne a réalisé un seul long métrage, supervisé par Jacques Daniel-Norman, Le Gang des pianos à bretelles, sorti en 1953. À partir des années 1960, il a travaillé aux États-Unis comme directeur de production.

## Filmographie
Assistant réalisateur
- 1948 : La Renégate de Jacques Séverac
- 1949 : Le Sorcier du ciel de Marcel Blistène
- 1951 : Bibi Fricotin de Marcel Blistène
- 1952 : Cet âge est sans pitié de Marcel Blistène
- 1968 : La Cible (Targets) de Peter Bogdanovich

Réalisateur
- 1953 : Le Gang des pianos à bretelles